# Pseudechiniscus suillus
Pseudechiniscus suillus är en djurart som tillhör fylumet trögkrypare, och som först beskrevs av Ehrenberg 1853.  Pseudechiniscus suillus ingår i släktet Pseudechiniscus och familjen Echiniscidae. Inga underarter finns listade i Catalogue of Life.